# Hir
Hir – miasto w Iranie, w ostanie Ardabil. W 2016 roku liczyło 2080 mieszkańców.